# Jungiella pseudolongicornis
Jungiella pseudolongicornis är en tvåvingeart som beskrevs av Wagner 1975. Jungiella pseudolongicornis ingår i släktet Jungiella och familjen fjärilsmyggor. Inga underarter finns listade i Catalogue of Life.